# Cornelis van Dalem

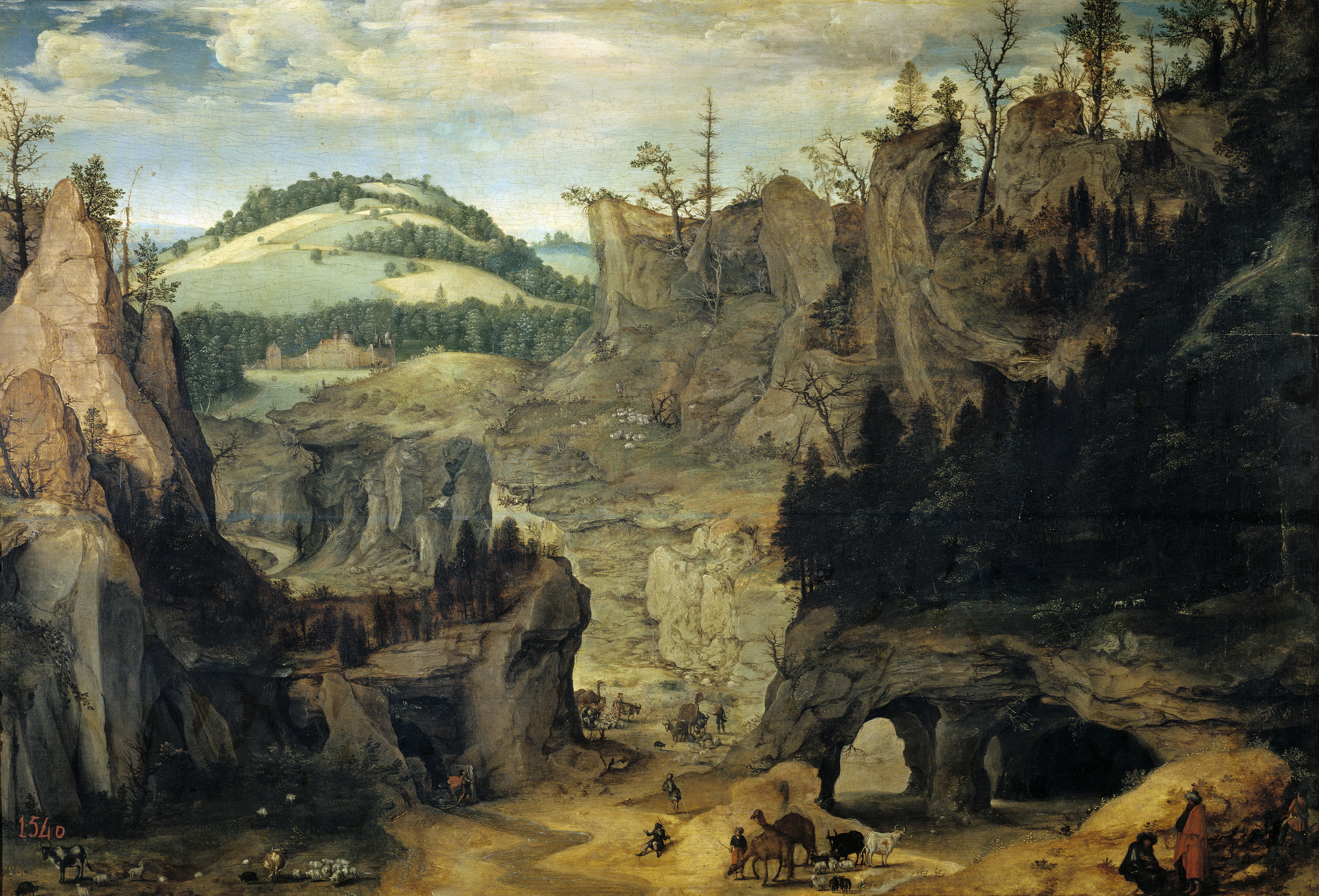
Paisaje con pastores, óleo sobre tabla, 47 x 68 cm, Madrid, Museo del Prado.

Cornelis van Dalem (ca. 1528–ca. 1573/1577) fue un pintor flamenco especializado en la pintura de paisajes.
Son muy pocos las datos biográficos que se conocen con certeza, habiéndosele además confundido en ocasiones con un homónimo pintor de vidrieras.  En 1545 se le cita en Amberes como discípulo de un pintor por lo demás desconocido, Jan Adriaenssen, y en aquella ciudad parece haber desarrollado toda su carrera. Maestro de Bartholomeus Spranger antes de 1564, trabajó con Gillis Mostaert, quien pintó las figuras de algunos de sus paisajes.
Según Karel van Mander habría sido hijo de un rico comerciante de telas y comerciante él mismo tras recibir una sólida formación humanística. Pintó por afición y en 1565 se instaló en Breda, lo que se relaciona con la persecución contra los anabaptistas desencadenada un año después, siendo en 1571 acusado de herejía.
Son muy pocas las obras de su mano que se conocen, en las podría haber colaborado, además de con el citado Gillis Mostaert, con Jan van Wechelen y con Joachim Beuckelaer. La sencillez de sus paisajes, carentes de cualquier anécdota, como el Paisaje con granja, firmado y fechado en 1564 (Pinacoteca Antigua de Múnich), o el Paisaje con pastores del Museo del Prado, ha hecho que se le relacione con el problemático «Maestro de los Pequeños Paisajes», al que también se ha identificado entre otros con Pieter Brueghel el Viejo, por el anónimo autor de los Pequeños Paisajes editados por Hieronymus Cock en Amberes en dos series, en 1559 y 1561, sin nombre de dibujante ni de grabador.